# 불펜 코치
불펜 코치는 야구에서 구원 투수나 마무리 투수의 연습과 훈련을 도와주는 야구 코치를 가르키는 단어이다.

## 설명
불펜 코치는 불펜에 주로 많이 보이는 야구 코치이다. 선발 투수가 제 역할을 다하고 내려가거나 아니면 갑작스러운 난조로 인해 강판되는 불상사가 생기면 이것을 구원해야 하는 구원 투수와 마무리 투수를 항상 훈련시키고 조련해야 하기 때문이다. 투수 코치와 더불어 투수로 야구 선수의 생활을 하다 은퇴하고 코치 연수를 받은 사람이 불펜 코치를 전담하게 된다. 불펜에서 구원 투수나 마무리 투수가 연습과 훈련을 할 때면 이를 같이 도와줘야 하는 포수도 있어야 하기 때문에 배터리 코치와 같이 움직이는 일이 많다. 불펜 코치는 각 야구단들마다 배치되어 있다.

## 같이 보기
- 야구 코치
- 야구